# Municipio de San Miguel Amatitlán
El municipio de San Miguel Amatitlán (del náhuatl: amatl, titlán ‘amate, entre’‘Entre los amates’)es uno de los 570 municipios que conforman al estado mexicano de Oaxaca. Pertenece al distrito de Huajapan, dentro de la región mixteca. Su cabecera es la localidad homónima.

## Geografía
El municipio abarca 158.33 km² y se encuentra a una altitud promedio de 1580 m s. n. m., oscilando entre 2200 y 1100 m s. n. m.
Colinda al norte con el municipio de Santiago Ayuquililla; al este con Santiago Ayuquililla, Heroica Ciudad de Huajuapan de León,  el municipio de San Jerónimo Silacayoapilla y el municipio de San Marcos Arteaga; al sur con San Marcos Arteaga, el municipio de Santos Reyes Yucuná, municipio de San Simón Zahuatlán y San Martín Zacatepec; y al oeste con San Martín Zacatepec, municipio de Mariscala de Juárez y el municipio de Fresnillo de Trujano.

### Fisiografía
El 98% del municipio se encuentra en la subprovincia de la cordillera costera del sur, dentro de la provincia de la Sierra Madre del Sur. El 71% del territorio corresponde al sistema de topoformas del lomerío con cañada y el otro 27% a la sierra alta compleja. El 2% restante de la demarcación corresponde a la subprovincia de las sierras del sur de Puebla, dentro de la provincia del Eje Neovolcánico. En esta zona el sistema de topoformas es la sierra alta compleja.Por el norte tiene la subcordillera de Cerro Verde, por el Sur la subcordillera Yolotepec-Zahuatlán.

### Hidrografía
San Miguel Amatitlán pertenece a la subcuenca del río Mixteco, dentro de la cuenca del río Atoyac, en la región hidrológica del Balsas. Los cursos de agua más importantes del municipio son los ríos Balsas, Río Grande, Zapote,  Rio Sabino.

## Clima
El clima del municipio es cálido subhúmedo con lluvias en verano en el 59%, semicálido subhúmedo con lluvias en verano en el 33% y templado subhúmedo con lluvias en verano en el 8% restante. El rango de temperatura promedio es de 20 a 22 grados, el mínimo promedio es de 10 a 12 grados y el máximo es de 35 a 36 grados. El rango de precipitación media anual es de 600 a 800 mm y los meses de lluvia son de octubre a mayo.

## Demografía
De acuerdo al último censo, realizado por el INEGI en 2010, en el municipio habitan 7244 personas, repartidas entre 20 localidades. Del total de habitantes de San Miguel Amatitlán, 1020 hablan alguna lengua indígena.

### Grado de marginación
De acuerdo a los estudios realizados por la Secretaría de Desarrollo Social en 2010, el 57% de la población del municipio vive en condiciones de pobreza extrema. El grado de marginación de San Miguel Amatitlán es clasificado como Muy alto. En 2013 el municipio fue incluido en la Cruzada nacional contra el hambre.

## Política

### Gobierno
El ayuntamiento se compone de un síndico, cinco regidores y un presidente municipal, puesto que desempeña Joel Ángel Bravo Martínez para el periodo 2021-2024.

### Regionalización
San Miguel Amatitlán pertenece al III Distrito Electoral Federal de Oaxaca y al VI Distrito Electoral Local, con sede en Huajuapan de León.